# 首都高バトルXTREME
『首都高バトルXTREME』（しゅとこうバトルエクストリーム）は、元気による開発・運営のスマートフォン（及びタブレット端末）ゲームで、首都高バトルシリーズでは初のスマートフォン向け本格展開となる作品である。

## 概要
ゲーム専用機の「首都高バトルX」からおよそ11年、モバイル端末ではモバゲーのフィーチャーフォン向け「首都高バトル」とスマートフォン向け「首都高バトルA」からおよそ5年ぶりの「首都高バトルシリーズ」である。
2017年9月28日に運営継続の困難により、2017年11月29日にサービスを終了することを発表。

## システム

### 操作
レース中の操作を説明する。一般的なレースゲームというよりは、スマートフォンゲームとして簡略化されたタイプに含まれるゲームである。
タッチし続けることによるアクセルオン、コーナー進入時に指定ラインを通過する瞬間を狙ったフリックによるコーナリング評価、タッチ位置を左右にスワイプする車線の調整（ハンドル操作と言える程の自由度は無い）、ニトロ使用の決定、以上のみがレース中の操作である。

### レースの流れ
1. スタートはゼロ発進ではなく、シリーズ恒例の首都高を流しながらのエンカウント演出の後に、ある程度の初速から始まるローリングスタート形式だが、カウントダウン表示ゲージが赤い所を通過するタイミングでアクセルオン（タッチ）すると「ロケットスタート成功」となり、初速と加速が良いスタートとなる（エンカウントの演出終了のタップは、タッチしたままにせずすぐ離さないと、ロケットスタートができなくなる）。
2. 走行中は、タッチし続けることでアクセルONとなり、離していると徐行程度の速度までどんどん減速する。基本的にレース中はタッチし続けることになる。
3. シリーズ他作と同様SP制である。レース中は自車とライバル車の脇に、速度とSPゲージが表示され、後ろを走っている側が劣勢としてSPが削られる。
4. 走行中にタッチ位置を左右にずらすことで、車線変更程度の左右移動の調整ができる。対戦相手や他の車輛（いわゆるアザーカー）の背後に付くことでスリップストリームによる加速、およびその後に追突しないよう回避、自分が前で追いつかれている場合は相手をブロックする、コーナーでイン側のラインを狙う、等。
5. ある程度より急なコーナーの手前には「アタックポイント[注 3]」がある。アタックポイントの赤い基準線を通過する瞬間を狙ってスワイプすると、そのタイミングの正確さがコーナリングとして評価される。
6. 評価は上から「EXTREME!」→「SO COOL!」→「COOL!」→「GOOD」→「BURST...」となっており、正確なほど評価が高い。評価が高いとコーナリング速度および脱出速度が上がり[注 4]、観客[注 5]の音声の演出が変化する他、盛り上がりを示す「VOLTAGE」というポイントも多く入る。
7. ニトロシステムもあり、残数がある時はタッチ位置の目安の上にニトロのアイコンが表示される。ニトロのアイコンを触ると発動し、急加速する。発動中、アイコン内のゲージが消費されるまでニトロによって加速し、その後は（残数がまだあっても）ゲージが充填されるまでの間は次の発動はできない。

## GAS/BP
本作中におけるレースには「バトル」と「VS」の2種類があり、「バトル」では「GAS」（ガソリン）を、「VS」（及び「エリアバトル」）では「BP」を消費する。必要なGASの値は車輛の燃費に伴って変化する（バトルの種類によっても異なっているものがある）。一方BPの消費は常に1である。消費されている状態では、GASは1分で10、BPは1時間で1回復する。また、アイテムやレベルアップにより全回復する。

### 回復アイテム
GAS回復アイテムは「ガソリン」、BP回復アイテムは「BP回復」である（ショップの表示だけは、「GAS」が「ガソリン回復」となっているが、その他の場所やメッセージでは全て、パラメータが「GAS」、回復アイテムが「ガソリン」となっている）。
GASとBPの回復アイテムは、GASあるいはBPが足りてない状態でレースを始めようとすると、使用するかどうかを決定するパネルが表示される。ニトロは持っていれば自動的に使えるようになる。

## プレイヤー経験値
現時点では上限はないようである。

## マシン愛着度
プレイヤー経験値とは別に存在しており、車の経験値にあたる。使用した車に対し別途経験値が貯まるようになっており、レベルが上がるたびにいずれかの基礎性能がアップ、重量やGAS消費量はダウンする。

## アバター
プレイヤーキャラクターのイメージとしてアバターが用意されている。最初に4種類(男3種類・女1種類)の中からいずれかを選ぶが、後からも自由に変更できる。
3月10日からチャプターでの特定のボスを1回撃破の報酬として、使用可能なアバターを増やすことが可能となった。

## バトル
数章（チャプター）から成るストーリー的なバトルと、後述するイベントバトルがある。各話とも最初は難易度「NORMAL」だけが選べ、「NORMAL」をクリアすると「HARD」「VERY HARD」が追加される。
（2017年10月現在、最終章までとなっている）

### キャラクター

#### 主人公の関係者
川端ユイ
車…SKYLINE GT-R V-spec II(BNR32)
首都高サーキット運営組織「X TOKYO」の一員。
佐野サトル
車…180SX TYPE X SUPER HICAS(KRPS13)
首都高の走り屋の一人で、チーム「ドラゴンヘッズ」の一員。「期待のルーキー」と呼ばれている。
ユイとは顔見知りで、度々彼女の依頼を引き受けることが多い。
アツシ
車…CX-3 XD(DK5AW)
カスタムショップ「BRIDGE」の店長。首都高の走り屋では知らない者はなく、ご意見番的存在。
かつてチーム「HOUND DOG」のリーダーであったが、ジョー率いるチームに惨敗したことがきっかけで走り屋を引退し、首都高の世界から身を引いていた。走りの実力はそこまで高くないものの、人を惹きつけるカリスマ性を携えていた。
花山楓（カエデ）
車…ALTO WORKS(HA36S)
新米女性ドライバー。女性チーム「Butterfly Angel」に憧れて走り屋になったものの、実力はいまひとつ。主人公と出会ったことがきっかけで走りを学ぼうと接近。
主人公とリーダー美沙とのバトル後、チームNo.2のチヒロとのバトルに勝利し、チーム入りを果たす。

#### 第1章の主要ライバル
一也（カズヤ）
車…LANCER GSR EVOLUTION V(CP9A)
チーム「ヤーマン」のリーダー。カスタムショップ「BRIDGE」の従業員でもある。
イベントでは水曜日の「サスペンション」の対戦相手を担当。
チヒロ
車…EUNOS ROADSTER S SPECIAL TYPE II(NA8C)
女性チーム「Butterfly Angel」のメンバーでチームのNo.2。
フワッとした印象を持つが、チームリーダーの美沙の考えを理解し、カエデにもチャンスを与える機会を作っている。
カケル（ローリング野郎1号）
車…86 GT(ZN6) / SPRINTER TRUENO GT APEX(AE86)
AE86ワンメイクのチーム「新生ローリング野郎」のリーダー。ガラが悪く、車に過剰なチューニングを求める考えを持つ。
かつて父親が首都高の走り屋であり、彼に憧れて走り屋となったが、父がとある金持ちチームに惨敗したことがきっかけでマシンの性能が勝敗に繋がると思い込むようになる。
アツシにチューンの依頼を強引に頼みこもうとするが、バトルの勝利を条件に主人公にバトルを申し込む。
イベントでは金曜日の「カーボンボディ」の対戦相手を担当。
一時VS及び限定ゲリラバトル搭乗していたAE86のバイナルが「首都高バトルX」の「ローリング野郎1号」のカスタムカーと同じであることから「ローリング野郎1号」こと小早川哲の息子ではないかと思われる。
久遠陽和（くおん ようわ）
車…180SX TYPE X SUPER HICAS(KRPS13)
「高い壁」と呼ばれている首都高のベテランドライバー。チーム名も自身の名前を付けている。
ユイからの連絡を受け、主人公の実力を確かめるためバトルを申し込む。
イベントでは木曜日の「アルミフレーム」の対戦相手を担当。

#### 第2章の主要ライバル
美沙
車…86 GT(ZN6)
女性チーム「Butterfly Angel」のリーダー。
チームの歴史は古く、彼女で六代目リーダーとなる。チームの名に恥じない厳しい体制をとり、一部メンバーとの関係はギクシャクしていた。
最初はカエデの入団希望を「実力が未熟」として断っていたが、集会での主人公とのバトルに敗れ、カエデとチヒロのバトル後に彼女の入団を認めた。

#### 第3章の主要ライバル
マサヤ
車…LANCER EVOLUTION FINAL EDITION(CZ4A)
チーム「HOUND DOG」のリーダー。古風な口調で話す。アツシがリーダーだった頃は副リーダーを務めていた。
最近ではチームが不調気味でアツシにチームへ戻ってくるのを頼みこむが、彼の代わりに主人公に興味を示し、チーム全体のバトルを申し込む。バトル後は主人公の実力に申し分無いと思いチームへの勧誘を断念。その後主人公がジョー率いるチームからバトルを受けていることを知り、チームの誇りを取り戻すため協力する。
安岡城太郎（ジョー）
車…GT-R Premium edition(R35)
とあるチームのリーダー。見かけは爽やかな男性だが、自信家でプライドが高い。
彼率いるチームは貪欲にバトルを仕掛けてくるため、首都高の走り屋の中で「荒らし」と呼ばれている。

#### 第4章の主要ライバル
ルシファー大塚
車…S660(JW5)
本名は「大塚一二」。10年以上前に存在していた首都高最速の走り屋集団「十三鬼将」の一人。現在は「ワンダラー」と呼ばれる走り屋の一人。
10年前に首都高の世界から去っていたが、つい最近になって戻って来た。かつてはS2000乗りであったが、現在はS660に乗り換えている。
なお専用のアバターは無く、シルエットとして登場する。
谷村カンナ（カンナ）
車…EUNOS ROADSTER S SPECIAL TYPE II(NA8C) / PRIUS G(ZVW30) / SILVIA spec-R(S15)
女性ドライバー。「ワンダラー」と呼ばれる走り屋を探している主人公とサトルの前に現れ、「ワンダラー」探しに協力する。
実は彼女も「ワンダラー」の一人である。また「谷村カンナ」は偽名で、本名は「黒江世津子」。「ユウウツな天使」という通り名で、首都高最速の走り屋集団「十三鬼将」の一人でもあった。かつてはS14、S15、RX-8に乗っていたことがある。現在はプリウス、ロードスターといったセカンドカーを所有している。
イベントでは火曜日の「ターボ」の対戦相手を担当。2017年8月29日に開催された期間限定ゲリラバトルでは「黒江世津子」としてS15に乗り換えて登場。

#### 第5章の主要ライバル
マキ
車…ROADSTER RS(ND5RC)
芸能事務所「ムーンライズ」所属のアイドルで、首都高で行われるレースの情報を伝える女性レポーター。「首都高の女神」と称されるほどレーサーたちから高い人気を誇る。
この章ではインタビュー後主人公にバトルの申し込みをしようとしたところ、「デート」と早とちりした親衛隊や他のドライバーが主人公に挑戦を申し込もうとし、この騒ぎを聞きつけたユイの提案より「彼女とのデート」を報酬としたレースイベントが開催される。
マッツ（マスター）
車…LANCER EVOLUTION FINAL EDITION(CZ4A)
マキが所属する芸能事務所「ムーンライズ」社長。関西弁で喋る。
大のレース好きで、社員も車の運転が出来る者たちで構成されている。
「マキとのデート」を賭けたレースイベントが勝手に開催されているのを聞きつけ、主人公と対戦する。
イベントでは月曜日の「エンジン」の対戦相手を担当。

#### その他
リョウスケ
車…LEVORG 2.0GT-S EyeSight(VMG)
男性ドライバー。イベントでは土曜日の「タイヤ」の対戦相手を担当。
ミツコ
車…PRIUS G(ZVW30)
マツコ・デラックスを彷彿させる太った女性。
イベントでは日曜日の対戦相手を担当。
カオリ
車…bB 1.5Z X Version(NCP31)
女性ドライバー。ゲリラバトルに出現。
マイ
車…ALTO WORKS(HA36S)
チーム「Stella BiNARiA」の女性メンバー。ゲリラバトルに出現。
YUHEI
車…RX-7 Type RZ(FD3S)
男性ドライバー。ゲリラバトルに出現。
あさみ
車…SAVANNA RX-7 INFINI(FC3S)
チーム「ディープフォレスト」の女リーダー。2017年6月29日に開催された期間限定ゲリラバトルで初登場。
迅帝
車…SKYLINE GT-R V・spec II(BNR34)
本名は「岩崎基矢」。首都高最速の走り屋集団「十三鬼将」のリーダーにして首都高伝説の走り屋。2017年7月18日に開催された期間限定ゲリラバトルで初登場。
専用のアバターは無く、シルエットとして登場する。
海斗
車…IMPREZA WRX type R STi Version VI(GC8)
チーム「Stella BiNARiA」のリーダー。2017年8月10日に開催された期間限定ゲリラバトルで初登場。
銀河
車…FAIRLADY Z version ST(Z34)
「孤高のポエマー」と呼ばれるドライバー。2017年9月22日に開催された期間限定ゲリラバトルで初登場。
???
車…FAIRLADY Z(HS30S)
「首都高の亡霊」と呼ばれる正体不明のドライバー。2017年10月17日に開催された最後の期間限定ゲリラバトルで初登場。
アカネ
女性ドライバー。現時点ではプレイヤーが使用可能なアバターでのみの登場。

### イベントバトル
ストーリー以外の「イベント」バトルは、リリース時点では、以下の2種類である。

#### 曜日限定バトル
日替わり（28時（午前4時）に更新）で常に挑戦可能な、勝利すると決まった種類のパーツが入手可能なバトル。EASY、NORMAL、HARD、VERY HARDの各難易度がある。
曜日毎のパーツは以下のとおり。
- 月曜日 エンジン
- 火曜日 ターボ
- 水曜日 サスペンション
- 木曜日 アルミフレーム
- 金曜日 カーボンボディ
- 土曜日 タイヤ
- 日曜日 全パーツ

#### ゲリラバトル
一定時間にのみ現れるイベントバトルで、各難易度のライバルに勝利すると強化パーツ・ドレスアップパーツや多くの経験値を手に入れることができる（ごく稀に車、バイナル、ステッカーも入手することがある）。リリース直後の時点では、午前10時、19時（午後7時）、23時（午後11時）からの各1時間となっている。3月1日から15時（午後3時）が追加された。

## VS
VSは他のプレイヤーとの対戦による、リーグ制と順位によるランキングとなっている（対戦といっても相手側の制御自体は、コンピュータによって行われている）。全プレイヤーはおおまかな強さ順でリーグ分けされ、リーグ内で日替わりで作られるグループ内での対戦となる。稼いだ「VOLTAGE」の合計の多少によりリーグ内およびグループ内での順位が集計されており、グループ内での順位が上位であれば上位リーグに昇格、下位であれば下位リーグに降格となる。
通常のグループ内の対戦相手の他「ゲストBOSS」が一定時間現れることがある。
VSでのチャレンジには、「リーグの昇格(維持)報酬」「リーグ内ランキング報酬」「全体ランキング報酬」「VOLTAGE達成報酬」「ゲストBOSSの撃破回数報酬」などがある。

### エリアバトル
エリアバトルはコース上の各エリアでランダムに選出される5人のプレイヤーが登場。全員に勝利するとエリア制覇となり、制覇した回数ごとに報酬が手に入る。また稀に「ワンダラー」が出現し、勝利するとレアアイテムが手に入る。またライバルの変更を使用することが可能で、1回の使用ごとに「GAS」を消費する。

## チャレンジ
いわゆるアチーブメント（実績）であるが、この作品では「チャレンジ」と呼んでおり、ログイン、レース中のアタックの評価、等々、多くのチャレンジが設定されている。報酬はチケット、VIPコイン、称号、種々のパーツ、まれに車、などである。

## レアリティ
レアリティは☆の数で表記され、この数値が高いほど、入手が難しくなる。レアリティは(2017年5月現在)最大でマシンは☆6、パーツは☆7まであるが、マシンはリミット解放を行うことで、最大で☆10になる。ただし、マシンごとにレアリティの最大値が決まっており、☆10にすることが出来ないマシンもある。パーツは、☆6まではガチャで入手することが出来るが、☆7のパーツはVIPコイン300枚で回せる10連ガチャを回すことでプレゼントされる。ただし、プレゼントされるのは初回のみで、2回目以降は入手出来ない。また、10連ガチャを回すことでプレゼントされるパーツは、ガチャにより異なるため、☆7のパーツは特定のガチャでのみ入手が可能である。

## リミット解放
同じ車を集め、合成するのが「リミット解放」である。レアリティを★1個分アップするには、ベース車1台と同じレアリティの合成対象3台の合計4台が必要である。「愛着度の上限」と「CP」の値がアップする。2017年4月20日に実装された「リミット解放専用マシン」は、車種に関係なくレアリティをアップさせることが出来る。
なお、事前登録の限定仕様の車（VSバトル報酬の限定仕様の車は除く）は初期状態でレアリティがMAXという設定になっていてレアリティをアップすることができず、限定仕様でない同車種の車とも扱いは別なので、限定仕様でない同車種との合成に使用することも出来ない。

## パーツ
パーツ類にはカスタマイズ系とドレスアップ系と「強化パーツ」があり、ドレスアップ系は性能には関係なく、またエアロパーツ類は各車種専用である。「強化パーツ」は「チューニング」と呼ばれる合成専用である。この節ではカスタマイズ系バーツについて説明する。
各車輛には、エンジン・サスペンション・カーボンボディ・ターボ・タイヤ・アルミフレームの、計6個のスロットがあり（何も装着せず走ることもできるが）、各スロットに各カテゴリのパーツを装備することで、パワー等の各スペックが向上し、総合値の「マシンスペック」の値が向上する。車輛とパーツには「CP」という値があり、全パーツのCP値の合計は車輛のCP値を越えることはできない。
パーツには、基本的なパラメータの上下による「ノーマルエンジン」「ストリートエンジン」「スポーツエンジン」などといったグレードの他、「パワー型」等の傾向が付いているものもある。グレードが高いパーツほどCPも大きく、ソーシャルゲームのアイテムとしてのレアリティも高い。またそういったグレードの他に「ステージ」という値があり、ソーシャル向けカードRPG等にあるような、成長させたいベースパーツに不要なパーツを素材として合成して「ステージ」を上げると、スペックが向上する。どれかの車に付けているパーツを同時に他の車にも付けることはできないが、カスタマイズ系のパーツは車種等には関係無く共通である（外せば他のどんな車にでも付く）。
また、スキルがついたパーツも存在する。

## ドレスアップパーツ
マシンの見た目を変更する。主にゲリラバトルやVSの最終ランキング報酬として手に入れることができる。ドレスアップパーツは以下の8カテゴリに分類される。NSX(NC1)、NISMO系、限定バイナル仕様車はすべて変更不可。
フロントバンパー
リアバンパー
サイドステップ
リアスポイラー
ボンネット
マフラー
ネオン管
ホイール

### 見た目変更
カラー・ステッカー・バイナル（VINYL）・車高変更が選べる。一部の限定車はカラー変更不可。

## BATTLE POWER
「BATTLE POWER」は、車と各パーツによる各スペック値から総合的に算出される値で、一般にこの値が大きい車（相手）ほど強く、同時にSPゲージの開始値にもなる。次に述べる追加補正がある。

### サポートマシン
レースでは、現在の車輛の他、ガレージにあるうちでパラメーター合計値が高い5台が自動で選出され、各マシンの2%分が「パラメーターボーナス」として追加される。さらに（フレンドが居る場合は）レース前に1台フレンドから選び、それも「FRIEND POWER」として追加される。5月30日のアップデートによりサポートマシンの選択が可能となり、レアリティと愛着度に応じて、バトル後「愛着度」にボーナスが付加された。

## ガチャ
このゲームには以下の2種類のガチャがある。

### チケット
レース中や実績などのミッション達成などで貰える「チケット」を消費して回す。1回30枚 or 10連300枚。課金によるチケット入手のシステムは無い。

### VIP
ゲーム内での入手の他、課金アイテムでもある「VIPコイン」（次で詳説する）を消費して回す。1回30枚 or 10連300枚。他に「有料で購入したVIPコイン、かつ1日1回限定」の 1回15枚 のガチャがある。

## 仮想通貨 (VIPコイン)
VIPコインは、レース中や実績などのミッション達成でも入手できるものがあるが、本作の課金システムでもある。レートは1コイン1円（及び、ボリュームディスカウントによってはそれ以下）となっており、最低12コイン120円からの課金となっている。
VIPコインの用途は現在のところ、VIPガチャ、アイテムショップで購入できるGAS/BP/ニトロの各回復アイテムと所有マシン数とパーツ数の上限拡大、となっている（他に「キャッシュ」というゲーム内通貨もあるが、そちらはゲーム中で獲得する以外の入手法は無い。またパーツのチューニング等で必要になるが、通常のプレイスタイルの範囲では、ほぼ潤沢に余るものと思われる）。
価格(2015年12月31日現在)
| VIPコイン数 | 価格   | バラで買うよりも追加されるコイン数 |
| 12          | 120円  | ----                               |
| 50          | 480円  | 2                                  |
| 340         | 2900円 | 50                                 |
| 568         | 4800円 | 88                                 |
| 1170        | 9800円 | 190                                |

なお、VIPコインの販売期間は10月30日までとなる。

## 車種
近年のレースゲームの定番通り、自動車会社各社からのライセンシングによる、実在のブランド名・車名での出演とリアルな形状モデリングとなっており、ローンチ時には8社の車が収録されていた。ダイハツ及びスズキは首都高バトル01以来であり、ホンダの名前での収録は首都高バトルシリーズでは初となる。アップデートで入手可能な車やバリエーションが追加されることがある。

### ダイハツ
- Copen Cero(LA400K)
- MOVE CUSTOM RS Limited(L150)

### ホンダ
- CIVIC TYPE R(EK9)
- CIVIC TYPE R(FK2)
- NSX(NC1)
- NSX-R(NA2)
- S2000 typeV(AP1/2003)
- S660(JW5/2015)

### マツダ
- CX-3 XD(DK5AW)
- EUNOS ROADSTER S SPECIAL TYPE II(NA8C)
- ROADSTER RS(ND5RC)
- RX-7 Type RZ(FD3S)
- RX-8 Type S(SE3P)
- SAVANNA RX-7 INFINI(FC3S/1990)

### ミツビシ
- GTO TWIN TURBO(Z16A/1993)/中期型
- LANCER GSR EVOLUTION V(CP9A)
- LANCER EVOLUTION FINAL EDITION(CZ4A)

### ニッサン
- 180SX TYPE X SUPER HICAS(KRPS13)
- FAIRLADY Z(HS30S/1969)
- FAIRLADY Z VERSION R 2by2(GCZ32/1998)
- FAIRLADY Z Version ST(Z34/2012)
- FAIRLADY Z NISMO(Z34/2014)
- GLORIA GranTurismo ULTIMA(PBY32/1993)
- GT-R NISMO(R35/2014)
- GT-R Premium edition(R35)
- SILVIA K’s(PS13)
- SILVIA spec-R(S15)
- SKYLINE 2000GT-R (KPGC10/1970)
- SKYLINE GT-R V・spec II(BNR32)
- SKYLINE GT-R V・spec II(BCNR33)
- SKYLINE GT-R V・spec II(BNR34)

### スバル
- BRZ GT(ZC6/2016)
- IMPREZA WRX type R STi Version VI(GC8)
- IMPREZA WRX STi 2003 V-Limited(GDB)/中期型
- LEVORG 2.0GT-S EyeSight(VMG)
- WRX STI Type S(VAB)

### スズキ
- ALTO WORKS(HA36S)
- WAGON R RR-DI(MH21S)

### トヨタ
- 86 GT(ZN6/2015)
- bB 1.5Z X Version(NCP31)
- FJ Cruiser Color Package(GSJ15W/2014)
- PRIUS G(ZVW30)
- SPRINTER TRUENO GT APEX(AE86)/後期型
- SUPRA RZ(JZA80)
- VELLFIRE 3.5VL(GGH35W)